# 진지전
진지전(陣地戰, 영어: war of position)은 기본 방어 거점으로 고정되고 방벽을 갖춘 진지를 중심으로 싸우는 전술이다.
제1차 세계 대전의 참호전과 제2차 세계 대전 이전 프랑스가 독불국경에 건설한 마지노선, 제2차 세계 대전 중에 나치 독일이 연합군의 상륙에 대비하여 프랑스 해안에 구축한 '대서양 방벽', 그리고 프랑스의 침공에 대비하여 전쟁 전에 마지노선과 평행하여 건설한 지크프리트 선이 대표적인 사례이다.
화포의 발전으로 말미암아 전열을 격파할 수 있는 제대로 된 고속 충격부대(과거의 기병대)가 존재하지 않는 이상, 깊은 종심과 강화된 방어진지를 통해 적의 공격기도를 분쇄할 수 있다는 사고방식이다. 그러나 이는 독일의 아르덴느 삼림을 통한 마지노선 우회(마지노선) 및 공중강습 + 좁은 지역에 대한 대량의 화력투입(대서양의 벽)으로 효과적이지 못함이 드러났다. 모든 전선을 강화함으로써 적절한 후방 예비대를 만들지 못했으며 실제로 적의 공격이 집중되는 곳에서는 방어역량을 집중시킬 수 없어서 실제로는 전선이 약화된 것과 다를 바 없다는 점에서 문제가 되었다. 기갑부대의 충격력 + 고속기동 역량이 빛을 발하는 현대전에서는 이 개념이 거의 쓰이지 않는다.

## 같이 보기
- 옥중 수고
- 안토니오 그람시